# داستان دو شهر (فیلم ۱۹۴۶)
«داستان دو شهر» (انگلیسی: A Tale of Two Cities (1946 film)) یک فیلم مستند کوتاه پروپاگاندا است که در سال ۱۹۴۶ منتشر شد و به بمباران اتمی هیروشیما و ناگاساکی می‌پردازد.